# Pleurocodonellina soulesi
Pleurocodonellina soulesi är en mossdjursart som först beskrevs av Scholz och Cusi 1993.  Pleurocodonellina soulesi ingår i släktet Pleurocodonellina och familjen Smittinidae. Inga underarter finns listade i Catalogue of Life.